# L'Héritage Scarlatti
Pour les articles homonymes, voir Scarlatti.
L'Héritage Scarlatti (titre original : The Scarlatti Inheritance)  est un roman d'espionnage de Robert Ludlum paru en 1971 aux États-Unis.
Le roman est traduit et paraît en 1985 en France.

## Résumé
À l'aube de la Seconde Guerre mondiale, Elizabeth Scarlatti, fondatrice des industries qu'elle dirige, est à la tête d'une fortune immense. Un de ses fils élabore un plan pour profiter de sa fortune, afin d'aider le parti nazi naissant. Dans cet affrontement économique entre mère et fils se joue le sort du monde.